# Антич, Джозеф
Джозеф Энтони Антич (англ. Joseph Anthony Antic, 13 марта 1931, Секундерабад, Британская Индия — 12 июля 2016, Мумбаи, Индия) — индийский хоккеист (хоккей на траве), полузащитник, тренер. Серебряный призёр летних Олимпийских игр 1960 года.

## Биография
Джо Антич родился 13 марта 1931 года в индийском городе Секундерабад.
Играл в хоккей на траве за Бомбей и Западные железные дороги и Индийские железные дороги. В конце 1950-х годов участвовал с «железнодорожниками» в турне в Восточной Африке и Европе.
В 1960 году вошёл в состав сборной Индии по хоккею на траве на Олимпийских играх в Риме и завоевал серебряную медаль. Играл на позиции полузащитника, провёл 2 матча, мячей (по имеющимся данным) не забивал.
В 1962 году в составе сборной Индии по хоккею на траве завоевал серебряную медаль летних Азиатских игр в Джакарте.
После завершения игровой карьеры стал тренером. В 1973 году входил в тренерский штаб сборной Индии на чемпионате мира в Амстелвене, где она выиграла серебро. В 1982 году тренировал сборную Омана на летних Азиатских играх в Нью-Дели, но занял с ней последнее место. С оманцами работал в течение двух лет.
Параллельно работал в Западных железных дорогах, уйдя на пенсию в середине 1980-х годов.
Умер 12 июля 2016 года в индийском городе Мумбаи.

## Семья
Вместе с женой (ум. 2011) воспитали сына Уильяма и дочь Риту.